# Kayhan Mokri
Kayhan Mokri Roshanfekr (* 22. Juni 1994) ist ein professioneller norwegischer Pokerspieler. Er gewann 2023 das Super High Roller der European Poker Tour.

## Pokerkarriere
Mokri spielt seit Juni 2014 auf dem Onlinepokerraum PokerStars unter dem Nickname KayhanMok und erspielte sich dort bislang Turnierpreisgelder von über 1,5 Millionen US-Dollar. Ende April 2021 belegte er auf der Plattform den dritten Platz beim Main Event der Spring Championship of Online Poker und erhielt aufgrund eines Deals mit zwei anderen Spielern eine Auszahlung von knapp 800.000 US-Dollar. Bei GGPoker nutzt er seinen echten Namen. Der Norweger begann 2015 mit dem Spielen von Livepoker und ist seit 2018 Profi. Anfangs spielte er fast ausschließlich Cash Games und arbeitete sich dort bis zu den höchsten Limits im Hotel Bellagio am Las Vegas Strip hoch. Seit März 2022 spielt er vorrangig Turnierpoker.
Seine erste Geldplatzierung bei einem Live-Pokerturnier erzielte Mokri Mitte März 2016 in Dublin bei einem Event der Variante No Limit Hold’em. Im Dezember 2016 kam er beim Main Event der European Poker Tour (EPT) in Prag auf die bezahlten Plätze. Bei der norwegischen Pokermeisterschaft in Oslo saß er Ende November 2017 am Finaltisch und erhielt als Sechster umgerechnet mehr als 30.000 US-Dollar. Während der COVID-19-Pandemie erzielte Mokri auf GGPoker fünf Geldplatzierungen bei der World Series of Poker Online und kam u. a. 2020 und 2021 jeweils beim Main Event in die Geldränge. Mitte März 2022 wurde er beim EPT High Roller in Prag Achter und erhielt über 65.000 Euro. Das EPT-Main-Event in Barcelona beendete der Norweger im August 2022 auf dem mit rund 335.000 Euro dotierten sechsten Platz. Anfang des Jahres 2023 saß er beim PokerStars Caribbean Adventure auf den Bahamas an drei Finaltischen und sicherte sich Preisgelder von mehr als 460.000 US-Dollar. Anfang August 2023 wurde Mokri beim Luxon Invitational, einem 250.000 US-Dollar teuren Einladungsturnier der Triton Poker Series in London, Achter und erhielt seine bislang höchste Auszahlung von 860.000 US-Dollar. Ende desselben Monats erreichte er bei der EPT in Barcelona bei zwei eintägigen High Roller den Finaltisch und wurde mit rund 225.000 Euro prämiert. Anschließend gewann der Norweger das Super High Roller der Turnierserie mit einem Hauptpreis von über 750.000 Euro und damit sein erstes Live-Turnier überhaupt.
Insgesamt hat sich Mokri mit Poker bei Live-Turnieren mehr als 3 Millionen US-Dollar erspielt.